# Hašimoto encefalopatija
Hašimoto encefalopatija ili encefalitis (акроним ХЕ) je retko autoimuno neuroendokrino oboljenje, za sada nedovoljno ispitano, udruženo sa širokim spektrom neuroloških i psihijatrijskih simptoma. Neurološke komplikacije ponekad su udružene sa tireoidnom disfunkcijom (encefalopatija kao komplikacija Hašimotovog tireoiditisa), ali su u većini slučajeva pacijenti eutiroidni.
Hašimoto encefalopatija je kortiko-senzitivna encefalopatija, progresivnog ili remisionog karaktera udružena sa porastom specifičnih tireoidnih antitela: anti- tireoperoksidaznih (anti-TPO At) i/ili anti-tireoglobulinskih (anti Tg At) antitela. 
Pretpostavlja se da bolest nastaje kao posledica usmerenosti anti-tireoidnih antitela za tireoideu i mozak, zajedničkom antigenu, u prisustvu visokoreaktivnih specifičnih antitela na α-enolazu ili sintezi antineuronalnih antitela.
Klinička prezentacija može uključivati recidivirajući i remitentni tok i uključivati napade, epizode slične moždanom udaru, kognitivni pad, neuropsihijatrijske simptome i mioklonus. Funkcija štitne žlezde je obično klinički i biohemijski normalna. Čini se da je Hašimotova encefalopatija redak poremećaj, ali, pošto reaguje na lečenje kortikosteroidima, mora se uzeti u obzir u slučajevima „negativnih encefalopatija u ispitivanju“.
Dijagnoza se postavlja u prvom redu isključivanjem drugih toksičnih, metaboličkih i infektivnih uzroka encefalopatije uz neuroimidžing i pregled CSF. Nalazi neuroslika često nisu od pomoći u razjašnjavanju dijagnoze.
Većina oblika Hašimoto encefalopatije reaguje na imunološke terapije, iako u teškim slučajevima može biti potrebna snažna imunološka supresija nedeljama ili mesecima. Autoimuni encefalitis se može ponoviti, tako da je važno redovno praćenje bolesnika.

## Definicija
Termin "encefalopatija" nije dobro definisan od strane medicinske nauke i umesto toga služi kao širok pojam za bolesti koje menjaju funkciju ili strukturu mozga. Mnoge bolesti to čine, uključujući neke koje su hronične i druge koje su akutne (kratkoročne) i reverzibilne. 
Hašimotova encefalopatija je termin koji se koristi za opisivanje encefalopatije pretpostavljenog autoimunog porekla koju karakterišu visoki titri antitela na antitireoidnu peroksidazu.
Može biti da će Hašimotova encefalopatija biti svrstana u grupu nevaskulitnih autoimunih inflamatornih meningoencefalopatija. Ova grupa može uključivati poremećaje kao što je limbički encefalitis povezan sa antitelima na kalijumove kanale sa voltažom.

## Epidemiologija
Hašimoto encefalopatija je retka bolest  za koju se učestalost procenjuje na 2,1 na 100.000 pojedinaca u opštoj populaciji. Kao redak poremećaj ova bolest često postaja pogrešno dijagnostikovana ili nedijagnostikovana, što otežava određivanje stvarne učestalosti u opštoj populaciji.
Pol
Na sličan način kao kod autoimune bolesti štitne žlezde, Hašimotova encefalopatija je češća kod žena nego kod muškaraca.
Starost
Hašimoto encefalopatija пrijavljenа ke kako u pedijatrijskoj, tako i uodrasloj i starijoj populaciji širom sveta, jer pored odraslih može pogoditi i decu, ali je u medicinskoj literaturi opisano samo približno oko 60 obolele dece.

## Etiologija
Hašimotova encefalopatija (HE) je stanje za koje se veruje da komplikuje Hašimotov tiroiditis (HT). Na dijagnozu se sumnja u prisustvu visokog nivoa serumskih antitireoidnih antitela.
Hašimozo encefalopatije nije sasvim poznata, pa se pretpostavlja da je  najverovatnije rezultat abnormalnog odgovora imunog sistema na infekciju ili neki drugi okidač. Ona može prema pretpostavkam jednim delom predstavljati abnormalnu imunološku reakciju usmerenu na sopstvena tkiva (autoimunski poremećaj, u kome prirodna odbrana tela protiv supstanci koje se percipiraju kao strane (antigeni) pogrešno počinju da napadaju zdrava tkiva iz nepoznatih razloga. Kada antitela greškom napadaju zdravo tkivo, mogu se nazvati autoantitelima.
Pacijenti sa Hašimoto encefalopatijom imaju različit nivo antitireoidnih antitela, što ukazuje na to da  njihov imuni sistem    ne funkcioniše pravilno. Međutim, uprkos prisustvu ovih antitela, nije bilo dokaza koji potvrđuju da ona igraju ulogu u oštećenju mozga koje karakteriše ovaj poremećaj. Takođe, specifični nivoi antitiroidnih antitela u telu nisu u korelaciji sa težinom neuroloških simptoma.
Istraživanjim je ustanovljeno i prisustvo anti-alfa enolaza antitela, koji se nalazi u većini telesnih tkiva u organizmu. Prisustvo dva autoantitela, anti-alfa enolaze i antitiroidnih antitela, podržava teoriju da postoji aktivan autoimuni proces koji pogađa pacijente sa Hašimoto encefalopatijom. Neki istraživači pretpostavljaju da autoimuni proces može izazvati zapaljenje i oštećenje krvnih sudova u mozgu (autoimuni cerebralni vaskulitis). Međutim, potrebno je više istraživanja kako bi se utvrdili tačni mehanizmi koji uzrokuju Hašimoto encefalopatiju.
Hronične encefalopatije obično su rezultat trajnih promena na mozgu i one uključuju:
- Traumatska povreda mozga

- Izlaganje teškim metalima

- Promene u vezi sa HIV-om

- Korsakoffova encefalopatija

- Spongiformne encefalopatije kao što je Creutzfeldt-Jakob

- Akutne encefalopatije uključuju privremene promene funkcije zbog:

- Toksini (npr  lekovi, rekreativni lekovi ili izlaganje opasnim hemikalijama)

- Metabolički poremećaji

Kombinacije gore navedenih uzroka, uključujući otkazivanje bubrega ili jetre, neravnotežu elektrolita, groznicu, infekcije i nedostatke hranljivih materija.  Testovima krvi se mogu proveriti bilo koji od ovih mogućih uzroka, u zavisnosti od toga šta zdravstveni radnik veruje da su najverovatniji problemi.

## Patogeneza
Mehanizam patogeneze nije poznat, ali se smatra da je  ХЕ autoimuni poremećaj, sličan Hašimotovom tiroiditisu, kao što njegovo ime sugeriše. U skladu sa ovom hipotezom, otkriveno je da su autoantitela na alfa-enolazu povezana sa Hašimotovom encefalopatijom.  Pošto je enolaza pretposlednji korak u glikolizi, ako bi bila inhibirana (na primer vezivanjem autoantitelima), očekivalo bi se smanjenje proizvodnje energije u svakoj ćeliji, što bi dovelo do atrofije zahvaćenog organa. Ovo bi se najverovatnije desilo zbog smanjenja veličine svake ćelije kao odgovor na energetski deficit (i/ili u ekstremnim situacijama kada neke ćelije umiru putem apoptoze ili nekroze, u zavisnosti od lokacije).  Ovo se može desiti kao posledica nedostupnosti dovoljnog ATP-a za održavanje ćelijskih funkcija – naročito, neuspjeha Na/K ATPaze, što rezultuje gubitkom gradijenta za pokretanje Na/Ca antiportera, koji normalno zadržava Ca+2 iz ćelija tako da se ne izgradi do toksičnih nivoa koji će pokidati ćelijske lizozome što će dovesti do apoptoze. Dodatna karakteristika niskoenergetskog stanja je neuspeh u održavanju aksonskog transporta preko dinein/kinezin ATPaze, što kod mnogih bolesti dovodi do neuronske povrede mozga i/ili periferije.

## Patologija
Vrlo malo se zna o patologiji Hašimotoove encefalopatije. Post mortem studije nekih pojedinaca su pokazale limfocitni vaskulitis venula i vena u moždanom stablu i difuznu gliozu koja uključuje više sive nego bele materije.
Kao što je već opisano autoantitela na alfa-enolazu povezana sa Hašimotovom encefalopatijom su do sada bila najpretpostavljeniji mehanizam oštećenja.

## Tipovi
Hašimoto encefalopatija se može podeliti u nekoliko grupa bolesti:
- one sa patogenim antitelima na proteine na površini ćelije,

- one sa antitelima na intracelularne sinaptičke proteine, bolesti T-ćelija koje su povezane sa antitelima na intracelularne antigene i

- one povezane sa drugim autoimunim poremećajima.

Mnogi oblici autoimunog encefalitisa su paraneoplastični, a svaki od njih ima poseban profil rizika za različite tumore.

## Klinička slika
Hašimotova encefalopatija utiče na to kako mozak funkcioniše, izazivajući kognitivni pad i izmenjenu svest. Obično napreduje na jedan od tri načina: 
Ponavljajući i remitirajući: Epizode akutnih simptoma dolaze i prolaze, često uključuju napade i napade nalik moždanom udaru.
Progresivno: kognitivni pad postepeno napreduje u demenciju, halucinacije, konfuziju, poremećaj ciklusa spavanje-budnost ili čak komu.
Samoograničavanje: Nakon simptomatskog perioda, bolest prolazi sama od sebe bez lečenja.
Simptomi koji su zajednički za različite tipove uključuju:
- depresija, koja može biti prvi simptom progresivne formeUmor
- anksioznost
- preterana refleksna aktivnost
- slab apetit
- konfuzija
- cerebralna ishemija (nedostatak dotoka krvi u delove mozga)
- promenjena svest
- tremor
- dezorijentacija
- problemi sa koncentracijom i pamćenjem
- psihoze i obmane ponašanja
- grčevi i trzaji u mišićima poznati kao mioklonus
- nedostatak koordinacije mišića, što može uzrokovati poteškoće u hodanju
- problemi sa govorom
- lavobolje
- nedostatak koncentracije i pažnje
- wmocionalna nestabilnost
- povlačenje iz društvenih aktivnosti
- promene ličnosti

| Znak/simptom         | % javljanja na uzorku |
| -------------------- | --------------------- |
| Depresija            | 12%                   |
| Koma                 | 15%                   |
| Glavobolje           | 16%                   |
| Mioklonus            | 22%                   |
| Iluzije              | 25%                   |
| Problemi sa hodanjem | 27%                   |
| Problemi sa govorom  | 37%                   |
| Oslabljena memorija  | 43%                   |
| Konfuzija            | 46%                   |
| Napadi               | 47%                   |

U kontekstu tipične kliničke slike, dijagnostički su visoki titri antitireoidnih antitela, posebno antitireoidnih peroksidaza. Ova antitela se, međutim, mogu otkriti u povišenim titrima kod zdrave opšte populacije.

## Dijagnoza
Trenutno, zdravstveni radnici nemaju definitivan test za Hašimotovu encefalopatiju. Pošto njegovi simptomi prvenstveno utiču na  mozak, HE je lako pogrešno dijagnostikovati ili prevideti. Ljudima se ponekad pogrešno postavlja dijagnoza Krojcfeld—Jakobove bolesti, demencije, Alchajmerove bolesti ili moždanog udara.
Dijagnoza se sastoji u tome da se prvo isključe drugi poznati uzroci encefalopatije, zatim da se proveri prisustvo specifičnih antitela (ćelije imunog sistema koje "napadaju") i disfunkcija štitne žlezde. U tom smislu nekoliko medicinskih grupa je predložilo listu uslova koji moraju biti ispunjeni pre nego što se može postaviti dijagnoza HE.
Dijagnoza Hašimotove encefalopatije (HE) u načelu se zasniva  na:
- istoriji bolesti,
- kliničkim simptomima,
- fizikom pregledu,
- radiološkim snimanja kao što su MRI ili CT skeniranje,  koja daju detaljne slike mozga. MRI su obično, ali ne uvek, normalni u HE. Zato se koristi se za isključivanje drugih uzroka encefalopatije. U retkim slučajevima mogu biti prisutne široko rasprostranjene (difuzne) ili specifične (fokalne) promene u beloj materiji.[7]
- lumbalna punkcija, takođe poznata kao kičmena punkcija, traži visoke koncentracije proteina u likvoru, koji je prisutan u oko 75% slučajeva HE.7 Tečnost se takođe može kultivisati da bi se pronašle bakterije, virusi ili drugi patogeni. to može izazvati vaše simptome.
- elektroencefalografija (EEG) je neinvazivni test koji koristi elektrode za merenj električnu aktivnost mozga i može pokazati promene u funkciji mozga i usporavanje aktivnosti. EEG se takođe može koristiti za pomoć u otkrivanju konvulzivnih napada.[7]
- testiranje antitireoidnih antitela (dva antitela koja napadaju štitnu žlezdu) - koja se nazivaju antitela na tiroidnu peroksidazu (TPO) i antitireoglobulinska (TG) antitela,  ključna su za dijagnozu HE.[12]

Nivo hormona štitne žlezde
Obično se testiraju i nivoi hormona štitne žlezde, ali oni se razlikuju od osobe do osobe. Prema radu objavljenom 2010. godine:
- Između 23% i 35% ljudi sa Hašimotovom encefalopatijom ima subklinički hipotireoidizam (nizak nivo hormona koji ne dostiže prag za oboljenje štitne žlezde)

- Između 17% i 20% ima primarni hipotireozu (neaktivnu bolest štitne žlezde)

- Oko 7% ima hipertireozu (preterano aktivnu bolest štitne žlezde)

Pregledom iz 2016. godine, je takođe utvrđeno da većina pacijenata ima normalne nivoe hormona koji stimuliše štitastu žlezdu i da je samo 32% ranije imalo dijagnozu bolesti štitne žlezde.

## Diferencijalna dijagnoza
Uobičajene diferencijalne dijagnoze kada su ova stanja isključena su:
- Krojcfeld-Jakobova bolest,[18]

- brzo progresivna demencija i

- paraneoplastični i neparaneoplastični limbički encefalitis.

## Terapija

### Terapija kortikosteroidima
Primarni tretman za Hašimotovu encefalopatiju su oralni kortikosteroidni lekovi, obično prednizon, ili intravenski (IV) medrol (metilprednizolon). Većina bolesnika brzo i dobro reaguje na lečenje ovim lekovima, pri čemu se njihovi simptomi poboljšavaju ili čak povlače u roku od nekoliko meseci. Na to ukazuje regled iz 2016. koji je otkrio da je 91% pacijenata odgovorilo pozotivno u potpunosti ili njih najmanje 50% nakon lečenja steroidima.
Najbolja doza (optimalna doza) je nepoznata, ali će se među pacijentima ona razlikovati na osnovu nekoliko faktora:
- starost osobe,
- celokupno zdravljstveno stanje bolesnika i
- individualna tolerancija na lek.

Lečenje se obično započinje visokim dozama kortikosteroida, koje se zatim polako snižavaju.
Neželjena dejstva
Dugotrajna terapija visokim dozama kortikosteroida povezana je sa značajnim neželjenim efektima, pa se visoke doze u početku koriste da bi se poremećaj stavio pod kontrolu pre nego što se doze smanje.
Dužina terapije
Kod većine pacijenata simptomi se obično poboljšaju ili potpuno nestaju u roku od nekoliko meseci, iako su lečenja potrajala čak dve godine.
Kod nekih pacijenata može doći do relapsa bolesti i tada je potreban drugi krug terapije kortikosteroidima ili imunosupresivne terapije.

### Druge vreste terapije
Ako su kortikosteroidi neefikasni ili ih pacijent ne može tolerisati, isprobani su i drugi lekovi koji posebno potiskuju aktivnost imunog sistema (imunosupresija), uključujući azatioprin i ciklofosfamid. 
Kod pacijenata koji ne reaguju u potpunosti na terapiju kortikosteroidima, mogu se razmotriti druge terapijske opcije, koje uključuju:  
- Primena intravenskog imunoglobulina (IVIG),  u kojoj se antitela zdravih donatora ubrizgavaju u vene,10 što pomaže u uklanjanju i/ili  neutralizaciji cirkulišućih autoantitela,[3]

- Imunosupresivni lekovi kao što su Citokan (ciklofosfamid), CellCept (mikofenolat mofetil) ili Ritukan (rituksimab).[3]

- Plazmafereza je metoda za uklanjanje neželjenih supstanci (toksina, metaboličkih supstanci, autoantitela) iz krvi. Tokom plazmafereze, krv se uklanja iz pacijenta i krvne ćelije se odvajaju od plazme. Zatim se plazma zamenjuje drugom ljudskom plazmom i krv se transfuzira natrag obolelom pojedincu.[19]

Ponekad će biti potrebni lekovi protiv konvulzivnih napada (antikonvulzivi) za lečenje istih i antipsihotični lekovi za pacijente koji pate od psihijatrijskih simptoma ili delirijuma.

## Prognoza
Kao i većina autoimunih poremećaja, Hašimotova encefalopatija se ne smatra izlečivom, već lečivom. Prognoza je generalno dobra. Nakon početnog lečenja, poremećaj često prelazi u remisiju. 
Neki pacijenti su u mogućnosti da prekinu terapiju lekovima tokom nekoliko godina.
Postoji rizik od budućeg recidiva, ali u pregledu iz 2016. godine, samo 16% procenata pacijenata imalo je jedan ili više relapsa, a mnogi od tih ljudi su ranije imali tešku HE koja je uključivala boravak u komi.

## Literatura
- Hashimoto's Encephalopathy SREAT Alliance (2013). Understanding Hashimoto's Encephalopathy: A Guide for Patients, Families, and Caregivers, Featuring Stories of HE Patients from Around the World. North Charleston, SC: CreateSpace Independent Publishing Platform. ISBN 9781484883099. OCLC 890816771.
- Schiess N, Pardo CA (октобар 2008). „Hashimoto's encephalopathy”. Annals of the New York Academy of Sciences. 1142 (1): 254—65. Bibcode:2008NYASA1142..254S. PMID 18990131. S2CID 1312798. doi:10.1196/annals.1444.018.
- Taylor SE, Garalda ME, Tudor-Williams G, Martinez-Alier N (фебруар 2003). „An organic cause of neuropsychiatric illness in adolescence”. The Lancet. 361 (9357): 572. PMID 12598143. S2CID 35053683. doi:10.1016/S0140-6736(03)12517-2.

## Spoljašnje veze
|  | Molimo Vas, obratite pažnju na važno upozorenje u vezi sa temama iz oblasti medicine (zdravlja). |